# Nadja Auermann
 (décembre 2009).
Si vous disposez d'ouvrages ou d'articles de référence ou si vous connaissez des sites web de qualité traitant du thème abordé ici, merci de compléter l'article en donnant les références utiles à sa vérifiabilité et en les liant à la section « Notes et références ».

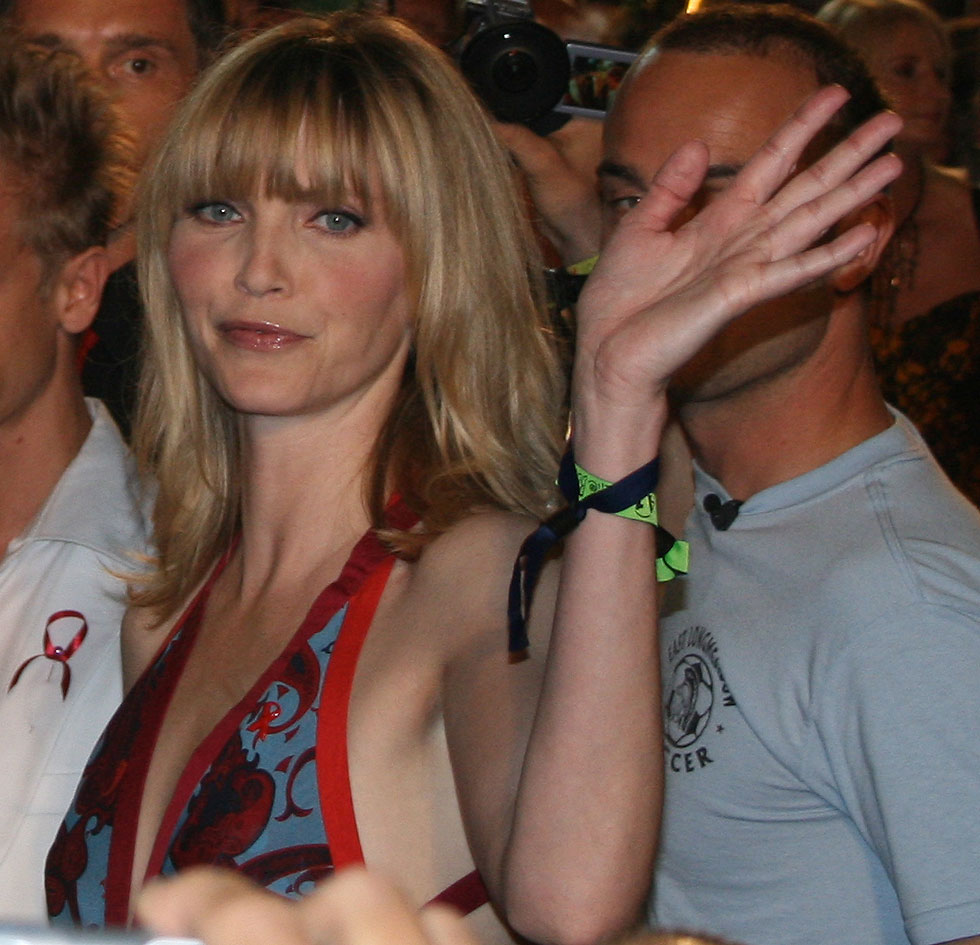
Nadja Auermann, 2007

Nadja Auermann, née le 19 mars 1971 à Berlin-Ouest (République fédérale d'Allemagne), est un top-modèle et une actrice allemande. Mesurant 1,80 m, elle est connue pour ses longues jambes mesurant 1,12 m, record qui figura dans le Livre Guinness des records en 1997 et 1999 avant d'être battu par les modèles Adriana Sklenarikova (environ 1,25 m) en 1998 et Ana Hickmann (1,17 m) en 2000. Lagerfeld précise que « ses jambes [sont] onze centimètres plus longues que la moyenne ». Elle est surnommée l'« Ange blond ».

## Biographie
En 1984, elle commence une carrière dans le mannequinat afin de tirer profit de ses jambes, à la longueur peu commune pour une jeune fille de treize ans. En juin 1989, elle quitte le lycée et envisage de travailler quelque temps comme serveuse, le temps de décider de la tournure à donner à son existence. Alors qu'elle est dans un café, une femme lui demande de poser pour un catalogue de voyage. La jeune Nadja accepte. Remarquée, elle arrive à Paris en novembre 1990 et signe un contrat avec l'agence Karin (Karin Models Paris). Le début de sa carrière n'est toutefois pas un succès.
En mars 1991, elle signe chez l'agence Elite et apparaît dans une campagne publicitaire de Benetton. En novembre, la célèbre photographe de mode Ellen von Unwerth, qui l'avait remarquée en avril, lui consacre une série de photographies pour l'édition anglaise de Vogue, série intitulée She's an Enigma.
Sa carrière décolle vraiment en octobre 1993 après qu'elle eut teint ses cheveux en blond platine pour une collection de prêt-à-porter. Elle devient dès lors la mannequin que tous les magazines de mode s'arrachent. En 1994, après s'être fait couper les cheveux court par Julien d'Ys en septembre, elle pose, photographiée pour Neiman Marcus, sur un portfolio de 26 pages publié dans le magazine Harper's Bazaar réalisé par le photographe Richard Avedon, et dans l'édition anglaise de Vogue. Elle est ainsi l'une des rares mannequins à faire simultanément la couverture des trois prestigieux magazines : le British Vogue, le Vogue américain et son concurrent Harper's Bazaar. En 1995, elle pose pour le calendrier Pirelli (en compagnie de Farrah Summerford, Naomi Campbell et Christy Turlington). Elle fait partie, avec Linda Evangelista, des top models apparaissant dans le clip de Too Funky (en) de George Michael.
Dans les années qui suivent, elle fait la couverture de nombreux magazines, tels que Elle (éditions allemande, américaine, japonaise et québécoise), Esquire, Vogue (éditions anglaise, américaine, française et italienne), Harper's Bazaar, American Photo ou Scene. Elle apparaît également dans des publicités pour Anne Klein, Dior, Dolce & Gabbana, Gianfranco Ferré, Gianni Versace Couture, Giorgio Armani, GV Jeans, Joop!, Krizia, Karl Lagerfeld, Prada, Valentino, Versace Atelier et Yves Saint Laurent. On la voit ainsi poser en minijupe avec Kristen McMenamy (en), Stephanie Seymour, ou Christy Turlington, Claudia Schiffer, Cindy Crawford les Supermodels.
En 1997, après une relation de cinq ans avec le Français Alexandre Bougault, elle rencontre le top model suédois Alex Lundqvist, Nadja faisant ensuite la connaissance d'Olaf Björn, dont elle a une fille. En 1999, elle se marie avec l'acteur allemand Wolfram Grandezka, rencontré quelques mois auparavant lors du tournage du soap opera Unter uns. La même année, naît son fils. Ils divorcent en 2005.
En mars 2003, dans le cadre d'un partenariat avec LR International, elle lance son propre parfum, intitulé Nadja Auermann. Au printemps 2003, elle devient la nouvelle égérie de la marque de soutien-gorge Wonderbra.
Elle a par ailleurs commencé une carrière d'actrice, tournant deux téléfilms en allemand : Dornröschens Leiser Tod, en 2004, dans lequel elle interprète le rôle d'une femme soupçonnée d'avoir assassiné sa fille, et Letztes Kapitel en 2005.